# Biały Lama
Biały Lama (franc. Le Lama blanc) – francuska seria komiksowa autorstwa Alejandro Jodorowsky’ego (scenariusz) i Georges’a Bessa (rysunki). Ukazuje się od 1985 nakładem wydawnictw: Les Humanoïdes Associés (pierwszy cykl, tomy 1–6) i Glénat (drugi cykl, tomy 1–3). W Polsce pierwszy cykl w wydaniu zbiorczym został wydany przez Egmont Polska w 2007 i Scream Comics w 2018, a drugi cykl Legenda białego Lamy (La Légende du Lama blanc) w wydaniu zbiorczym nakładem Scream Comics w 2017.

## Fabuła
Akcja rozgrywa się w Tybecie od początków XX wieku do lat 50. Lama inkarnuje się nieoczekiwanie w ciele białego chłopca. Przeciwko sobie ma on zarówno wojska brytyjskie, jak i chińskie.

## Tomy
| Tom                       | Tytuł i rok wydania polskiego          | Tytuł i rok wydania oryginalnego         | Uwagi                                                             |
| Cykl Biały Lama           | Cykl Biały Lama                        | Cykl Biały Lama                          | Cykl Biały Lama                                                   |
| ------------------------- | -------------------------------------- | ---------------------------------------- | ----------------------------------------------------------------- |
| 1                         | Pierwszy krok (2007)                   | Le Lama blanc/Le Premier Pas (1988/2000) |                                                                   |
| 2                         | Drugie spojrzenie (2007)               | La Seconde Vue (1988)                    |                                                                   |
| 3                         | Trzecie spojrzenie (2007)              | Les Trois Oreilles (1989)                |                                                                   |
| 4                         | Czwarty głos (2007)                    | La Quatrième Voix (1991)                 |                                                                   |
| 5                         | Dłoń zamknięta, dłoń otwarta (2007)    | Main fermée, main ouvert (1992)          |                                                                   |
| 6                         | Trójkąt z wody, trójkąt z ognia (2007) | Triangle d'eau, triangle de feu (1993)   |                                                                   |
| Cykl Legenda Białego Lamy |                                        |                                          |                                                                   |
| 1                         | Koło czasu (2017)                      | La Roue du Temps (2014)                  | W polskim wydaniu tomy te ukazały się w jednym albumie zbiorczym. |
| 2                         | Najpiękniejsza iluzja (2017)           | La plus belle illusion (2016)            | W polskim wydaniu tomy te ukazały się w jednym albumie zbiorczym. |
| 3                         | Podziemne królestwo (2017)             | Le Royaume sous la Terre (2017)          | W polskim wydaniu tomy te ukazały się w jednym albumie zbiorczym. |